# Бейчоко
Бейчоко (догриб Behchokǫ̀, англ. Behchokò) — поселення в Канаді, у  Північно-західних територіях. Колишня назва Rae-Edzo (до 4 серпня 2005).

## Населення
За даними перепису 2016 року, поселення нараховувало 1874 особи, показавши скорочення на 2,7%, порівняно з 2011-м роком. Середня щільність населення становила 24,9 осіб/км².
З офіційних мов обидвома одночасно володіли 10 жителів, тільки англійською — 1 815, а 35 — жодною з них. Усього 800 осіб вважали рідною мовою не одну з офіційних, з них 785 — одну з корінних мов.
Працездатне населення становило 47,7% усього населення, рівень безробіття — 24,4%.
Середній дохід на особу становив $41 216 (медіана $22 259), при цьому для чоловіків — $42 377, а для жінок $39 947 (медіани — $22 208 та $22 272 відповідно).
20,9% мешканців мали закінчену шкільну освіту, не мали закінченої шкільної освіти — 58,1%, 20,9% мали післяшкільну освіту, з яких 25,9% мали диплом бакалавра, або вищий.
| Статево-вікова структура населення | Статево-вікова структура населення | Статево-вікова структура населення | Статево-вікова структура населення | Статево-вікова структура населення |
| ---------------------------------- | ---------------------------------- | ---------------------------------- | ---------------------------------- | ---------------------------------- |
|                                    |                                    |                                    |                                    |                                    |
| Всього                             | Всього                             | 50,9%49,1%                         |                                    |                                    |
| 0 — 14 років                       | 0 — 14 років                       |                                    | 30,6%                              | 30,6%                              |
| 15 — 64 років                      | 15 — 64 років                      |                                    | 62,5%                              | 62,5%                              |
| 65 і більше                        | 65 і більше                        |                                    | 6,9%                               | 6,9%                               |
| 85 і більше                        | 85 і більше                        |                                    | 0,8%                               | 0,8%                               |
| Середній вік (років)               | Середній вік (років)               | 30,229,8                           | 30,0                               | 30,0                               |
| Медіана (років)                    | Медіана (років)                    | 26,425,2                           | 25,8                               | 25,8                               |
| — чоловіки — жінки                 |                                    |                                    |                                    |                                    |

| Походження мешканців:     | Походження мешканців:     | Походження мешканців: | Походження мешканців: | Походження мешканців: |
| ------------------------- | ------------------------- | --------------------- | --------------------- | --------------------- |
| Походження                |                           |                       | осіб                  | %                     |
| Корінні американці        | Корінні американці        |                       | 1 750                 | 93.83%                |
| Інше північноамериканське | Інше північноамериканське |                       | 65                    | 3.49%                 |
| Європейське               | Європейське               |                       | 85                    | 4.56%                 |
| британське                | британське                |                       | 45                    | 2.41%                 |
| французьке                | французьке                |                       | 25                    | 1.34%                 |
| Африканське               | Африканське               |                       | 15                    | 0.8%                  |
| Азійське                  | Азійське                  |                       | 20                    | 1.07%                 |

## Клімат
Середня річна температура становить -4,6°C, середня максимальна – 20,4°C, а середня мінімальна – -31,4°C. Середня річна кількість опадів – 283 мм.
| Клімат поселення                              | Клімат поселення | Клімат поселення | Клімат поселення | Клімат поселення | Клімат поселення | Клімат поселення | Клімат поселення | Клімат поселення | Клімат поселення | Клімат поселення | Клімат поселення | Клімат поселення | Клімат поселення |
| Показник                                      | Січ.             | Лют.             | Бер.             | Квіт.            | Трав.            | Черв.            | Лип.             | Серп.            | Вер.             | Жовт.            | Лист.            | Груд.            |                  |
| Середній максимум, °C                         | −20,07           | −17,45           | −12,12           | −0,17            | 10,39            | 19,10            | 20,41            | 17,60            | 10,84            | 1,86             | −10,26           | −18,55           |                  |
| Середня температура, °C                       | −25,74           | −23,12           | −17,79           | −5,85            | 4,70             | 13,42            | 16,59            | 13,79            | 7,02             | −1,95            | −14,08           | −22,36           |                  |
| Середній мінімум, °C                          | −31,43           | −28,81           | −23,47           | −11,53           | −0,96            | 7,72             | 12,78            | 9,98             | 3,21             | −5,76            | −17,89           | −26,18           |                  |
| Норма опадів, мм                              | 16               | 13               | 18               | 10               | 15               | 25               | 38               | 43               | 30               | 30               | 25               | 20               |                  |
| Середньомісячна швидкість вітру, м/с          | 2.30             | 2.50             | 3.20             | 3.40             | 3.53             | 3.40             | 3.20             | 3.40             | 3.60             | 3.60             | 3.00             | 2.40             |                  |
| Середньомісячна сонячна радіація, кДж/м²·день | 964              | 3160             | 8829             | 16225            | 20717            | 22642            | 19969            | 14704            | 8670             | 3667             | 1178             | 645              |                  |
| --------------------------------------------- | ---------------- | ---------------- | ---------------- | ---------------- | ---------------- | ---------------- | ---------------- | ---------------- | ---------------- | ---------------- | ---------------- | ---------------- | ---------------- |
| Джерело:                                      |                  |                  |                  |                  |                  |                  |                  |                  |                  |                  |                  |                  |                  |